# Mácsa község
Mácsa község (románul: Comuna Macea) község Arad megyében, Romániában. Központja Mácsa, hozzá tartozik Szentmárton.

## Népessége
A 2011-es népszámlálás adatai alapján a község népessége 5762 fő volt.